# Hindmarsh Valley
Hindmarsh Valley är en ort i Australien. Den ligger i kommunen Victor Harbor och delstaten South Australia, omkring 65 kilometer söder om delstatshuvudstaden Adelaide. Antalet invånare är 367.
Närmaste större samhälle är Victor Harbor, nära Hindmarsh Valley. 
Trakten runt Hindmarsh Valley består till största delen av jordbruksmark. Genomsnittlig årsnederbörd är 766 millimeter. Den regnigaste månaden är juni, med i genomsnitt 142 mm nederbörd, och den torraste är december, med 22 mm nederbörd.